# Aleksander Lisiewicz
Aleksander Lisiewicz (ur. 13 maja 1859 w Sasowie, zm. 13 maja 1916 we Lwowie) – prawnik, adwokat, encyklopedysta, poseł do Sejmu galicyjskiego oraz austriackiej Rady Państwa, działacz Polskiego Stronnictwa Postępowego, wolnomularz we Lwowie w okresie zaborów.

## Życiorys
Urodził się w rodzinie Adama, nauczyciela, i Teodozji z Dorożyńskich. Ukończył gimnazjum we Lwowie, studiował na Wydziale Prawa Uniwersytetu Lwowskiego uzyskując tytuł doktora praw. Był encyklopedystą oraz edytorem Encyklopedii zbiór wiadomości z wszystkich gałęzi wiedzy – polskiej encyklopedii wydanej w latach 1898–1907 przez społeczną organizację edukacyjną Macierz Polska, która działała w Galicji w okresie zaboru austriackiego. Napisał w niej hasło proces cywilny .
Od 1890 prowadził we Lwowie kancelarię adwokacką będąc równocześnie członkiem komisji dyscyplinarnej Lwowskiej Izby Adwokackiej. Od 1898 był zastępcą dyrektora Banku Zaliczkowego we Lwowie. Od 1903 wchodził w skład Rady Miejskiej Lwowa. W 1906 został skarbnikiem założonego wówczas Towarzystwa Miłośników Przeszłości Lwowa. Od 1908 był wiceprezesem Towarzystwa Przyjaciół Sztuk Pięknych we Lwowie oraz członkiem Rady Nadzorczej Miejskiego Muzeum Przemysłowego we Lwowie. W maju 1910 wziął udział jako przedstawiciel Lwowskiej Rady Miejskiej w pierwszym Polskim Kongresie Narodowym w Waszyngtonie. Stał się propagatorem myśli niepodległościowej i zwolennikiem czynnych przygotowań do walki zbrojnej. Popierał działania Józefa Piłsudskiego i Związku Walki Czynnej. W 1911 wygrał we Lwowie wybory do Rady Państwa pokonując kandydata endecji, dotychczasowego posła Franciszka Tomaszewskiego. W Radzie Państwa współpracował z Wincentym Witosem i Włodzimierzem Tetmajerem. 10 listopada 1912 brał udział w  posiedzeniu na którym utworzono Komisję Tymczasową Skonfederowanych Stronnictw Niepodległościowych. Członek Wydziału Finansowego Komisji Tymczasowej Skonfederowanych Stronnictw Niepodległościowych. W 1913 brał udział w Kongresie SSN i wszedł w skład prezydium. W 1913 uzyskał mandat poselski do sejmu galicyjskiego. Pracował w komisjach drogowej i kolejowej. Po wybuchu I wojny światowej pracował nad organizacja Legionów i wszedł w skład Naczelnego Komitetu Narodowego. Jego dwóch synów Adam i Bronisław było oficerami w Legionach, trzeci syn Aleksander oficerem w armii austriackiej. W czasie okupacji przez armię rosyjską Lwowa przebywał w Wiedniu gdzie pełnił funkcję zastępcy szefa Departamentu Wojskowego NKN. Po powrocie do Lwowa został prezesem Lwowskiej delegacji NKN.
Chory na anemię zmarł we Lwowie, został pochowany na lwowskim Łyczakowie.
Aleksander Lisiewicz był mężem Matyldy z Radziszewskich h. Radwan (zm. 1940), z którą miał trzech synów. Adam Bronisław był prawnikiem, urzędnikiem konsularnym i dyplomatą.